# Довжанка (Подільський район)
Довжа́нка — село в Україні, у Окнянській селищній громаді Подільського району Одеської області. Населення становить 867 осіб.
01 лютого 1945 року село Тісколунг (Тисколунг) перейменоване на село Довжанка.

## Історія
12 червня 2020 року, відповідно до Розпорядження Кабінету Міністрів України від № 724-р «Про визначення адміністративних центрів та затвердження територій територіальних громад Одеської області», увійшло до складу Окнянської селищної громади.
19 липня 2020 року, в результаті адміністративно-територіальної реформи і ліквідації Окнянського району, село увійшло до складу новоутвореного Подільського району.

## Населення
Згідно з переписом УРСР 1989 року чисельність наявного населення села становила 931 особа, з яких 411 чоловіків та 520 жінок.
За переписом населення України 2001 року в селі мешкали 863 особи.

### Мова
Розподіл населення за рідною мовою за даними перепису 2001 року:
| Мова       | Відсоток |
| ---------- | -------- |
| українська | 91,00 %  |
| румунська  | 6,34 %   |
| російська  | 2,19 %   |
| білоруська | 0,23 %   |
| гагаузька  | 0,12 %   |
| польська   | 0,12 %   |